# 24-Stunden-Rennen von Spa-Francorchamps 1977

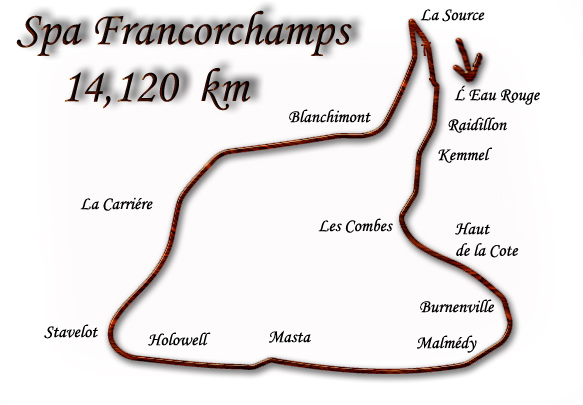
1977 fand das Rennen noch auf dem alten 14,100 Kilometer langen Rundkurs statt

Das 29. 24-Stunden-Rennen von Spa-Francorchamps, auch 24 heures de Francorchamps, fand vom 23. bis 24. Juli 1977 auf dem Circuit de Spa-Francorchamps statt.

## Das Rennen
1976 kehrte das 24-Stunden-Rennen nach zwei Jahren der Abwesenheit in den Kalender der Tourenwagen-Europameisterschaft zurück. Ein Jahr später ging der Status wieder verloren. Die Veranstaltung ohne Meisterschaftsstatus gewannen Eddy Joosen und Jean-Claude Andruet im BMW 530i US nach einem langen Zweikampf mit dem Ford Capri II 3.0S von Gordon Spice, Chris Craft und Peter Clark, der nach einem Unfall von Spice am Sonntagvormittag zu Ende ging. Als Gesamtzweite kamen Gerry Marshall und Peter Brock im überraschend konkurrenzfähigen Vauxhall Firenza Magnum 2300 ins Ziel.

## Ergebnisse

### Schlussklassement
| 1                  | T + 2.5 | 10 | Kinley BMW Castrol Juma       | Eddy Joosen Jean-Claude Andruet                            | BMW 530i US                  | 290 |
| 2                  | T - 2.5 | 56 | Dealer Team Vauxhall          | Gerry Marshall Peter Brock                                 | Vauxhall Firenza Magnum 2300 | 276 |
| 3                  | T + 2.5 | 23 | Esso Uniflo                   | Vince Woodman Jonathan Buncombe                            | Ford Capri II 3.0S           | 276 |
| 4                  | T - 2.5 | 42 | Autodelta S.p.A.              | Giorgio Francia Amerigo Bigliazzi Carlo Facetti            | Alfa Romeo Alfetta GTV       | 274 |
| 5                  | T + 2.5 | 3  | Team Benoit Veedol            | Michel Maitam Raymond Touroul Charles van Stalle           | BMW 530i US                  | 273 |
| 6                  | T + 2.5 | 18 | Eumig Film Racing Team        | Loek Vermeulen Henny Hemmes Huub Vermeulen                 | Chevrolet Camaro Z28         | 273 |
| 7                  | T + 2.5 | 1  | Team Benoit Veedol            | Jean-Marie Détrin Jean-Claude Depince Jean-Louis Ravenel   | BMW 530i US                  | 273 |
| 8                  | T - 2.5 | 57 | Dealer Team Vauxhall          | Willy Braillard René Tricot                                | Vauxhall Firenza Magnum 2300 | 267 |
| 9                  | T - 2.5 | 58 | Dealer Team Vauxhall          | Michel De Deyne Jean-Charles Goris Dirk Desoet             | Vauxhall Firenza Magnum 2300 | 267 |
| 10                 | T - 2.5 | 41 | Autodelta S.p.A.              | Vincenzo Cazzago Walter Dona Sandro Uberti                 | Alfa Romeo Alfetta GTV       | 265 |
| 11                 | T + 2.5 | 22 | Lotto                         | Jo de Gheldere Claude Cuic Gordon Spice                    | Ford Capri II 3.0S           | 263 |
| 12                 | T - 1.6 | 85 | Team Veedol                   | Georges Cremer Heinz Gerckens Emile Holvoet                | Toyota Celica GT             | 260 |
| 13                 | T + 2.5 | 25 | Ford Euromotor Racing Team    | Alain Beauchef Carlo Keller Jeremy Nightingale             | Ford Capri II 3.0S           | 259 |
| 14                 | T - 1.6 | 44 | Scuderia Mille Miglia         | Pierre Jamin Oscar Kessler Pierre Vaillant                 | VW Scirocco GTI              | 257 |
| 15                 | T - 1.6 | 74 | Jean-Claude Toby              | Jean-Claude Toby Adriano Lasagni Jean-Louis Hecq           | Audi 80 GT                   | 253 |
| 16                 | T -1.6  | 89 | SRT Gitanes Chrysler          | Remy Marquet Maurice Gaspard Manu Goossens                 | Chrysler Avenger             | 252 |
| 17                 | T - 1.6 | 83 | Team Veedol                   | Claude Holvoet Emile Holvoet Lucien Garcin                 | Toyota Celica GT             | 251 |
| 18                 | T - 2.5 | 59 | Dealer Team Vauxhall          | Jeff Allam Alan Major Mike Smith                           | Vauxhall Firenza Magnum 2300 | 250 |
| 19                 | T - 1.6 | 91 | SRT Gitanes Chrysler          | Tropper Freddy Fruhauf Manu Goossens                       | Chrysler Avenger             | 250 |
| 20                 | T - 1.6 | 84 | Team Veedol                   | Jean Wansart A. de Beer F. de Bilde                        | Toyota Celica GT             | 250 |
| 21                 | T - 1.6 | 87 | Sonar Racing                  | Michel Chapel Dany Swyssen Claude Lamine                   | Alfa Romeo 1600 GTV          | 249 |
| 22                 | T - 1.6 | 76 | Sigma Racing Team             | Henri Sonveau André Gavage Jean Degey                      | VW Scirocco GTI              | 247 |
| 23                 | T - 1.6 | 73 | Team Dubois                   | Michel Dinant Thierry Boutsen R. Verbist                   | VW Golf GTI                  | 241 |
| 24                 | T - 2.5 | 62 | Euromotor Ford Castrol Team   | Theo Koks Arthur van Dedem Nico Demuth                     | Ford Escort II RS 2000       | 236 |
| 25                 | T + 2.5 | 32 | Excelsior                     | Roger Berndtson Raymond van Hove Rudolph Moortgat          | Opel Commodore GS/E          | 235 |
| 26                 | T - 2.5 | 61 | Stapé Racing                  | Louis van Noort Hub Nijsten Teddy Pilette                  | Alfa Romeo Alfetta GTV       | 229 |
| 27                 | T + 2.5 | 12 | Kinley BMW Castrol Juma       | Rudy Host Jean-Marie Baert Michel Delcourt                 | BMW 3.0 CSL                  | 229 |
| Ausgefallen        |         |    |                               |                                                            |                              |     |
| 28                 | T + 2.5 | 14 | Écurie Bernoise Suisse        | Hans-Jürg Dürig Nicolas Buehler                            | BMW 530i US                  |     |
| 29                 | T - 1.6 | 88 | East Belgian Racing Team      | Richard Mattozza Emmanuel Remion Ubaldo Leo                | Alfa Romeo 1300 GT Junior    |     |
| 30                 | T - 2.5 | 65 | Racing Team Debor             | Marc Duez Pierre Laffeach A. Savary                        | Toyota Celica RA25 2000 LB   |     |
| 31                 | T - 2.5 | 50 | Stapé Racing                  | Rob Slotemaker Hans Maasland Paul Maaskant                 | Alfa Romeo 2000 GTV          |     |
| 32                 | T - 1.6 | 72 | Team Dubois                   | Franz Dubois Daniël Rombaut Jacky Tahon                    | Audi 80 GTE                  |     |
| 33                 | T + 2.5 | 7  | Luigi BMW Racing with Castrol | Jean Xhenceval Pierre Dieudonné                            | BMW 530i US                  |     |
| 34                 | T - 2.5 | 45 | Lov'Auto                      | Robert Boubet Jean-Pierre Magalhaes Eric Mandron           | Alfa Romeo 2000 GTV          |     |
| 35                 | T - 2.5 | 61 | Guy Pirenne                   | Julien Vernaeve René Metge Guy Pirenne                     | Triumph Dolomite Sprint      |     |
| 36                 | T - 1.6 | 71 | Team Dubois                   | Gery van Butsele Dany Baele Michel Dinant                  | Audi 80 GTE                  |     |
| 37                 | T - 2.5 | 60 | Merseyside Car Deliveries     | David Palmer John Markey Dennis Thorne                     | Mazda RX-2                   |     |
| 38                 | T - 2.5 | 53 | F.L.I.R.T.                    | Nello Brunetti Jihemde Al Droesbeke                        | Alfa Romeo                   |     |
| 39                 | T + 2.5 | 6  | Luigi BMW Racing with Castrol | Richard Lloyd Gilbert Greenall Norman Cuthbert             | BMW 530i US                  |     |
| 40                 | T + 2.5 | 5  | Luigi BMW Racing with Castrol | Tom Walkinshaw Umberto Grano                               | BMW 530i US                  |     |
| 41                 | T + 2.5 | 4  | Team Benoit Veedol            | Charles Salphati Xavier Dubois                             | BMW 530i US                  |     |
| 42                 | T + 2.5 | 4  | Jean-Claude Geurie            | Jean-Claude Geurie Dominique Fornage Jean-Pierre Gabreau   | Ford Capri II 3.0S           |     |
| 43                 | T + 2.5 | 27 | Opel Gosset Racing Team       | François Migault Francis Polak Marcel Tarrès               | Opel Commodore GS/E          |     |
| 44                 | T + 2.5 | 8  | Luigi BMW Racing with Castrol | Michel Paulus Claude de Wael Jean Xhenceval Jacques Berger | BMW 3.0 CSi                  |     |
| 45                 | T - 1.6 | 75 | Écurie Excelsior              | Philippe de Leener Ugo Meloni Jean-Daniel Raulet           | VW Scirocco GTI              |     |
| 46                 | T + 2.5 | 25 | Opel Gosset Racing Team       | Barrie Williams Philippe Sougné Didier Havaux              | Opel Commodore GS/E          |     |
| 47                 | T - 2.5 | 64 | KWS Autotechnik Team          | Aloyse Kridel Gunter Hartmut Bauer                         | Ford Escort II RS 2000       |     |
| 48                 | T - 1.6 | 70 | Team Dubois                   | X. Ide A. Mathieu Franz Dubois                             | Audi 80 GTE                  |     |
| 49                 | T - 1.6 | 86 | Duckhams Team Celi            | Boudoin Vanderrest O. Karland P. M. Goffin                 | Toyota Corolla               |     |
| 50                 | T + 2.5 | 19 | Hammonds Sauce Group          | Chris Craft Alain de Cadenet John Lagodny                  | Ford Capri II 3.0S           |     |
| 51                 | T + 2.5 | 24 | Hermetite Products            | Les Blackburn Brian Robinson Stuart Patterson              | Ford Capri II 3.0S           |     |
| 52                 | T - 1.6 | 90 | SRT Gitanes Chrysler          | Marc Donner John Vanderheyden Paul Condrillier             | Chrysler Avenger             |     |
| 53                 | T - 1.6 | 78 | Belgian VW Club               | Bernard de St. Hubert Daniël Herregods Luc de Cock         | VW Golf GTI                  |     |
| 54                 | T + 2.5 | 2  | Team Benoit Veedol            | Alain Cudini Guy Fréquelin                                 | BMW 530i US                  |     |
| 55                 | T + 2.5 | 28 | Opel Gosset Racing Team       | Philippe Martin Jean-Louis Dumont André Gahinet            | Opel Commodore GS/E          |     |
| 56                 | T - 2.5 | 43 | Autodelta S.p.A.              | Carlo Facetti Spartaco Dini                                | Alfa Romeo Alfetta GTV       |     |
| 57                 | T + 2.5 | 11 | Kinley Castrol BMW            | Claude Bourgoignie Reine Wisell André Lierneux             | BMW 3.0 CSi                  |     |
| 58                 | T - 2.5 | 44 | Lov'Auto                      | Roland Imbert Bernard Béguin                               | Alfa Romeo Alfetta GTV       |     |
| 59                 | T + 2.5 | 20 | Gordon Spice Group            | Gordon Spice Chris Craft Peter Clark                       | Ford Capri II 3.0S           |     |
| 60                 | T + 2.5 | 21 | Gordon Spice Group            | Jean-Michel Martin Roland de Jamblinne                     | Ford Capri II 3.0S           |     |
| Nicht gestartet    |         |    |                               |                                                            |                              |     |
| 61                 | T + 2.5 | 15 | Remco Team                    | Erwin van den Broeck Kurt van Maldeghem Jean-Paul Rieu     | BMW 3.0 CSi                  | 1   |
| 62                 | T 2.5   | 16 | Marlboro Emilio               | Bernard Carlier Alain Corbisier Bernard de Dryver          | Mercedes-Benz 280 E          | 2   |
| 63                 | T - 2.5 | 63 | Jean-Claude Geurie            | Rosemon Pascale Geurie Michel Bienvault                    | Ford Escort RS 2000          | 3   |
| 64                 | T - 2.5 | 40 | Autodelta S.p.A.              | Spartaco Dini Carlo Facetti Sandro Uberti                  | Alfa Romeo Alfetta GTV       | 4   |
| Nicht qualifiziert |         |    |                               |                                                            |                              |     |
| 65                 | T - 2.5 | 47 | Lov'Auto                      | G. Somekh Marcel Jominet E. Redivo                         | Alfa Romeo Alfetta GTV       | 5   |
| 66                 | T - 2.5 | 54 | F.L.I.R.T.                    | Jean Delvenne M. Meyer Charles Touchard                    | Alfa Romeo GTV               | 6   |
| 67                 | T - 2.5 | 55 | Macinnes Ameron Racing Team   | Rex Greenslade L. Marshall Matthew Argenti                 | Alfa Romeo Alfetta GTV       | 7   |
| 68                 | T - 2.5 | 49 | Stapé Racing                  | Hub Nijsten Man Bergsteijn                                 | Alfa Romeo 2000 GTV          | 8   |
| 69                 | T - 2.5 | 52 | Stapé Racing                  | Michel Lauria Teddy Pilette Quirin Bovy                    | Alfa Romeo Alfetta GTV       | 9   |
| 70                 | T - 1.6 | 92 | SRT Gitanes Chrysler          | Robert Hanon Philippe van de Velde Manu Goossens           | Sunbeam Avenger              | 11  |
| 71                 | T - 1.6 | 79 | Belgian VW Club               | P. de Wilde Thierry de Wilde Charles Naveau                | VW Golf GTI                  | 11  |
| 72                 | T - 1.6 | 80 | Team Florida                  | C. da Barba Francesco Tramontana                           | VW Golf GTI                  | 12  |
| 73                 | T - 1.6 | 81 | Team Florida                  | Roberto Chiaramonte Bordonaro Mario de Luca                | VW Golf GTI                  | 13  |
| 74                 | T - 1.6 | 82 | Team Florida                  | Raffaele Restivo Alfonso Merendino                         | VW Golf GTI                  | 14  |

1 nicht gestartet
2 Einspritzpumpe im Training
3 nicht gestartet
4 Unfall im Training
5 nicht qualifiziert
6 nicht qualifiziert
7 nicht qualifiziert
8 nicht qualifiziert
9 nicht qualifiziert
10 nicht qualifiziert
11 nicht qualifiziert
12 nicht qualifiziert
13 nicht qualifiziert
14 nicht qualifiziert

### Nur in der Meldeliste
Hier finden sich Teams, Fahrer und Fahrzeuge, die ursprünglich für das Rennen gemeldet waren, aber aus den unterschiedlichsten Gründen daran nicht teilnahmen.
| Pos. | Klasse  | Nr. | Team                           | Fahrer                                        | Chassis              |
| ---- | ------- | --- | ------------------------------ | --------------------------------------------- | -------------------- |
| 75   | T + 2.5 | 9   | Kinley BMW Castrol Serge Power | Albert Vanierschot Patrick Nève Alain Peltier | BMW 530i US          |
| 76   | T + 2.5 | 30  | Opel Gosset Racing Team        | Jacky Delhaes Arnaud Guiot Bury               | Opel Commodore GS/E  |
| 77   | T + 2.5 | 17  | Eumig Film Racing Team         | Bert Moritz Jim Vermeulen                     | Chevrolet Camaro Z28 |

### Klassensieger
| Klasse  | Fahrer         | Fahrer              | Fahrer        | Fahrzeug                     | Platzierung im Gesamtklassement |
| ------- | -------------- | ------------------- | ------------- | ---------------------------- | ------------------------------- |
| T + 2.5 | Eddy Joosen    | Jean-Claude Andruet |               | BMW 530i US                  | Gesamtsieg                      |
| T - 2.5 | Gerry Marshall | Peter Brock         |               | Vauxhall Firenza Magnum 2300 | Rang 2                          |
| T - 1.6 | Georges Cremer | Heinz Gerckens      | Emile Holvoet | Toyota Celica GT             | Rang 12                         |

### Renndaten
- Gemeldet: 77
- Gestartet: 60
- Gewertet: 27
- Rennklassen: 3
- Zuschauer: 100.000
- Wetter am Renntag: Regen
- Streckenlänge: 14,100 km
- Fahrzeit des Siegerteams: 24:00:00.000 Stunden
- Gesamtrunden des Siegerteams: 290
- Gesamtdistanz des Siegerteams: 4083,835 km
- Siegerschnitt: 170,159 km/h
- Pole Position: Loek Vermeulen – Chevrolet Camaro Z28 (#18) – 4:25,100
- Schnellste Rennrunde: Alain Cudini – BMW 530i US (#2) – 4:25,900 = 191,169 km/h
- Rennserie: zählte zu keiner Rennserie